# 4638 Estens
4638 Estens је астероид главног астероидног појаса чија средња удаљеност од Сунца износи 2,194 астрономских јединица (АЈ).
Апсолутна магнитуда астероида је 14,0.